# Puerta del Conde
La Puerta del Conde è una porta cittadina di Santo Domingo, che accede al quartiere (barrio) della Città coloniale di Santo Domingo, patrimonio dell'umanità dell'UNESCO dal 1990.
Fu qui che, il 27 febbraio 1844, uno dei padri della patria dominicana, Francisco del Rosario Sánchez, proclamò l'indipendenza della repubblica da Haiti, issando la prima bandiera nazionale. La porta formava parte del Baluarte del Conde (lett. "Baluardo del Conte"), che a sua volta era parte di un più ampio sistema di fortificazioni progettate per proteggere la Città coloniale. La prima porta aperta nella fortezza fu la Puerta de Santiago, poi detta anche Puerta Cerrada e Puerta de la Misericordia.

## Storia
La costruzione della fortezza, all'epoca Baluarte San Genaro, principiò nel 1543; progetto e costruzione furono affidati all'architetto Rodrigo de Liendo. Fino alla fine dell'Ottocento, essa costituiva la via d'accesso principale all'entroterra e il confine più settentrionale della città, costituendo un avamposto strategico per la difesa della città dagli attacchi degli eserciti invasori e dalle incursioni dei pirati e corsari.
Le mura difensive furono ristrutturate nel 1655, allorché gli inglesi guidati da William Penn e Robert Venables assediarono Santo Domingo. L'invasione fu sventata dalle forze spagnole agli ordini del capitano generale della colonia Bernardino de Meneses, conte di Peñalva. Alla fortezza fu aggiunta così la muraglia a formare il bastione e la cittadella, e la struttura fu intitolata al conte.
Il baluardo era una tipica fortezza bastionata del XVII secolo con influenze architettoniche italiane. Forti di questo tipo sono conservati nei Caraibi come importante retaggio delle fortificazioni dell'epoca. La cinta muraria difensiva della città fu completata nel XVIII secolo. Con i vari ampliamenti, la Santo Domingo coloniale si ritrovò racchiusa all'interno di mura a pianta pentagonale. Delle mura difensive che circondavano la città non rimane molto, ad eccezione di alcuni tratti recintati e fortificati, tra cui appunto Puerta del Conde, Puerta de la Misericordia, Fuerte San Gil, Fuerte San José e Fuerte Santa Barbara.
Scavi archeologici e restauri hanno svelato che la costruzione corrisponde a preesistenti fortificazioni medioevali: le fondamenta restaurate di mura e fossati presso la porta dà un quadro chiaro di come la fortificazione doveva apparire un tempo.

## Epoca contemporanea
La Puerta del Conde funge da ingresso principale al Parque Nacional (lett. "Parco Nazionale") o Parque Independencia (lett. "Parco Indipendenza"). A coronamento dell'arco sta l'iscrizione latina Dulce et decorum est pro patria mori ("È dolce e onorevole morire per la patria"). Il Baluarte del Conde è un simbolo d'indipendenza e racchiude monumenti e strutture che testimoniano la lotta per la libertà dei dominicani. Il forte è chiamato comunemente La Puerta del Conde/Parque Nacional, essendo questi i due simboli più evidenti e rilevanti della storia della Repubblica.

### Parque Independencia
Il Parque Independencia ("Parco Indipendenza") è un parco storico edificato entro il perimetro del Baluarte del Conde, così chiamato poiché al suo interno fu proclamata l'indipendenza dominicana nel 1844, e ospita l'Altar de la Patria (lett. "Altar de la Patria"). L'unica sezione del muro difensivo originario rimasta a delimitarlo è La Puerta del Conde. Il Parco è stato ridisegnato nel 1912 dell'architetto Antonin Nechodoma e non esiste più il percorso che lo attraversava. Questa ristrutturazione facilitò in seguito l'edificazione dell'Altar de la Patria.

### Altar de la Patria
L'Altar de la Patria è un mausoleo in marmo bianco costruito nel 1976. La struttura contiene i resti dei padri fondatori della Repubblica Dominicana: Juan Pablo Duarte, Francisco del Rosario Sánchez e Matías Ramón Mella. Oltre alle statue dei padri fondatori, opera dello scultore italiano Nicola Arrighini, ospita una "fiamma eterna" che arde in memoria dei patrioti dominicani.